# 昭和米国物语
《昭和米国物语》是一款由中国铃空游戏开发的动作角色扮演游戏，发售时间目前预定在2025年，预计将登陆Microsoft Windows和PlayStation 5平台。

## 游戏背景
游戏以“日本泡沫经济并未爆破”这一架空历史为背景。昭和66年，日本凭借强大的经济实力，买下了大半个美国；大量日本移民涌入美国，将美国变为日本的“文化殖民地”。本作主角千草蝶子（千草 蝶子，Choko Chigusa）为了实现自己的电影梦想，来到已改名为“新横滨市”（Neo Yokohama）的好莱坞，却在机场遇袭身亡。许久过后，蝶子从土里苏醒，然而原本熟悉的世界早已经面目全非，丧尸怪物遍地，残存的人类也陷入纷争。蝶子为了解开心中谜团，沿著50號國道踏上了冒险之旅。

## 开发
游戏2018年开始大规模开发，期间遭遇COVID-19疫情、武汉封城，游戏开发停摆将近一年。游戏制作总指挥罗翔宇（XY. LUO）在接受专访时表示，游戏中的世界观基于中国人对20世纪80、90年代美日流行文化的集体回忆。
2021年9月17日，游戏（当时被称为“Project SAS”）先导预告片发布。2022年1月7日，《昭和米国物语》首支正式预告片发布，背景音乐采用了大事MAN兄弟樂團的《最重要的事》（それが大事，同时也被用作游戏主题曲）。2024年11月1日，铃空游戏释出第二支游戏预告片，宣布本作将于2025年发售，首发登陆Microsoft Windows和PlayStation 5平台。
2024年12月18日，GCL Global Holdings Ltd收购了NEKCOM Inc. 20%的股权，并获得其开发中的角色扮演游戏《昭和米国物语》的全球发行权。

## 反响
游戏首支预告片发布后，由于片中展现的文化冲突以及大量neta的运用（例如预告片中的“MAGA”海报、美剧《成长的烦恼》录像带、经常出现在日本成人视频中的“那个泳池”等），引发中美日爱好者热烈讨论。